# Lavoisiera itambana
Lavoisiera itambana är en tvåhjärtbladig växtart som beskrevs av Dc.. Lavoisiera itambana ingår i släktet Lavoisiera och familjen Melastomataceae. Inga underarter finns listade i Catalogue of Life.